# Імран Аль Араді
Імран Аль Араді (араб. عمران العرادي) —  пакистансько-бахрейнський стендап-комік і диск-жокей у Королівстві Бахрейн. Він насамперед відомий як радіоведучий на Радіо Бахрейну. Його комедійний стиль і навички ведучого призвели до того, що його охрестили «найсмішнішою людиною в Бахрейні».

## Біографія
Імран народився в сім'ї батька-бахрейнця та матері-пакистанки. Як наслідок, він виріс, вивчаючи арабську, англійську, урду та пенджабі. Наприкінці 1990-х навчався у Міжнародній школі Насіма, де отримав американський диплом про середню освіту. Пізніше здобув ступінь бакалавра з бізнес-інформатики в Міжнародному університеті AMA. Працював менеджером з маркетингу в невеликій компанії, а потім ІТ-консультантом у Batelco, найбільшій телекомунікаційній компанії країни, де пропрацював до 2008 року. У липні 2006 року він розпочав свою кар'єру на Радіо Бахрейну як радіоведучий, де працює до сьогоднішнього дня.

### Кар'єра
У 2008 році Імран почав займатися стендап-комедією, працюючи як самозайнятий промоутер. У грудні 2008 року він представляв Бахрейн на фестивалі стендап-комедії в Аммані в Йорданії. У 2009 році Імран приєднався до регіонального комедійного туру Comedy Arabia в Дубаї. Він приймав у Бахрейні та Саудівській Аравії багатьох коміків, зокрема Маза Джобрані у квітні 2010 року. Імран регулярно організовує та просуває прослуховування стендап-коміків для розвитку місцевих талантів у країні, останнім з яких є «Вечори відкритого мікрофону Block 338». Він стверджує, що його найбільшим досягненням є «можливість заробляти на життя як артист». Наразі Імран виступає у найуспішнішому комедійному шоу Бахрейну під назвою «Курячі наґетси».